# Fiskars museum
Fiskars museum ett kulturhistoriskt lokalmuseum i bruksorten Fiskars, Raseborgs stad, Finland. I de permanenta utställningarna presenteras bruksbornas arbete, boende och vardag från slutet av 1800-talet till 1940-talet.